# Euselasia crotopina
Euselasia crotopina är en fjärilsart som beskrevs av Adalbert Seitz 1916. Euselasia crotopina ingår i släktet Euselasia och familjen Riodinidae. Inga underarter finns listade i Catalogue of Life.